# Suntory
Suntory is een Japanse groep van brouwerijen en distilleerderijen. Het bedrijf werd in 1899 opgericht en is een van de grootste producenten van bier en sterkedrank in Japan. Daarnaast bezit het bedrijf ook verschillende frisdrankmerken en -producenten, en is het de licentiehouder van Pepsi Cola in Japan.

## Activiteiten
Het bedrijf is een producent van dranken en voedsel. Van de total omzet wordt ruim de helft behaald met de verkoop van voeding en niet-alcoholische dranken. Het aandeel van de alcoholische dranken zoals bier, wijn en whisky in de omzet is ongeveer een derde en de rest komt van overige producten en activiteiten. Het bedrijf had per jaareinde 2018 bijna 40.000 medewerkers.
Japan is veruit de belangrijkste afzetmarkt met een aandeel van 60% in de totale omzet. De rest wordt min of meer in gelijke delen behaald in Europa, Amerika en Azië exclusief Japan.

## Geschiedenis
Suntory werd opgericht door Shinjirō Torii. Hij opende op 1 februari 1899 zijn winkel Torii Shōten in Osaka om geïmporteerde wijnen te verkopen. In 1907 introduceerde hij een versterkte wijn genaamd Akadama Port Wine. De winkel werd in 1921 hernoemd tot Kotobukiya mede om de activiteiten uit te breiden en in 1923 bouwde Torii de Yamazaki whisky distilleerderij, de eerste in het land. De productie begon in december 1924 en vijf jaar later werd Suntory's Shirofuda, de eerste single malt whisky gemaakt in Japan, verkocht.
Wegens allerlei tekorten tijdens de Tweede Wereldoorlog staakte Kotobukiya de ontwikkeling van nieuwe producten, maar in 1946 bracht het weer whisky op de markt en in 1964 lanceerde het de drank die tegenwoordig bekend is als Midori. In 1963 werd de naam gewijzigd van Kotobukiya in "Suntory", ontleend aan de naam van de whisky die het produceert, en werd de bierproductie gestart. In 1997 werd het bedrijf Japans enige bottelaar, distributeur en licentiehouder van Pepsi-producten.
Op 1 april 2009 werd Suntory een naamloze vennootschap genaamd Suntory Holdings Limited.
In 2009 nam Suntory Orangina, een frisdrank op sinaasappelbasis, over voor ¥300 miljard. Korte tijd later volgde Frucor energiedranken voor 600 miljoen euro.   
Op 2 juli 2013 ging het bedrijfsonderdeel Suntory Beverage & Food (SBF) naar de aandelenbeurs en kreeg het een notering aan de Tokyo Stock Exchange. Met de beursintroductie werden aandelen geplaatst ter waarde van bijna 400 miljard yen (circa US$ 4 miljard). Op basis van de introductiekoers had SBF een marktkapitalisatie van 958 miljard yen, en moest daarmee de belangrijkste lokale concurrenten Kirin (¥1500 miljard) en Asahi (¥1200 miljard) voor laten gaan. Het niet-beursgenoteerde Suntory Holdings Limited heeft een meerderheidsbelang in SBF. SBF telde in 2018 zo'n 23.000 medewerkers en in dit onderdeel zijn alle niet-alcoholische dranken en voedingsproducten ondergebracht. 
In april 2014 werd de overname afgerond van de grote Amerikaanse bourbonproducent Beam Inc.. Met een overnamesom van US$ 16 miljard kreeg het de belangrijke merknaam Jim Beam in handen. De naam werd gewijzigd in Beam Suntory. De gecombineerde omzet van Beam en Suntorys whisky activiteiten bedroeg zo'n US$ 4,6 miljard in 2013.
Ook in september 2013 kocht SBF de drankenafdeling van GlaxoSmithKline. Dit omvatte de merken Lucozade en Ribena met een jaaromzet van 0,5 miljard pond sterling. De overnamesom was £1,35 miljard. Beide merken worden sindsdien in Gloucestershire geproduceerd.
In december 2023 nam Campari het cognacmerk Courvoisier over voor 1,2 miljard euro. Courvoisier verkocht in 2022 zo'n 1,2 miljoen dozen van negen liter en behaalde daarmee een omzet van € 227 miljoen.

## Sponsoring
Suntory sponsort of sponsorde verschillende sportieve en artistieke evenementen, prijzen en instellingen, waaronder:
- Suntory Championship, beslissingswedstrijden voor het voetbalkampioenschap van Japan, gehouden van 1993 tot en met 2004
- Suntory Open, golftoernooi dat van 1973 tot en met 2007 werd gehouden
- Suntory Music Awards, jaarlijkse prijs ter bevordering van westerse (klassieke) muziek in Japan
- Suntory Hall, concertzaal in Tokyo.